# نیشا گاناترا
نیشا گاناترا (انگلیسی: Nisha Ganatra؛ زادهٔ ۲۵ ژوئن ۱۹۷۴) هنرپیشه، و کارگردان فیلم اهل کانادا است. وی از سال ۱۹۹۶ میلادی تا کنون مشغول فعالیت بوده‌است.

## فیلم‌شناسی
فیلم‌ها
- کیک (۲۰۰۵) - کارگردان
- آخر شب (۲۰۱۹) - کارگردان
- شکارچی‌ها (۲۰۱۳) - کارگردان

مجموعه‎های تلویزیونی
- پناهگاه (مجموعه تلویزیونی) (۲۰۱۲) - کارگردان یک قسمت
- آقای ربات (۲۰۱۵) - کارگردان یک قسمت
- بی‌شرم (۲۰۱۶) - کارگردان یک قسمت
- بروکلین نه-نه (۲۰۱۶) - کارگردان یک قسمت
- دختران (۲۰۱۷) - کارگردان یک قسمت